# Physaria montana
Physaria montana är en korsblommig växtart som först beskrevs av Asa Gray, och fick sitt nu gällande namn av Edward Lee Greene. Physaria montana ingår i släktet Physaria och familjen korsblommiga växter. Inga underarter finns listade i Catalogue of Life.